# Marmelente

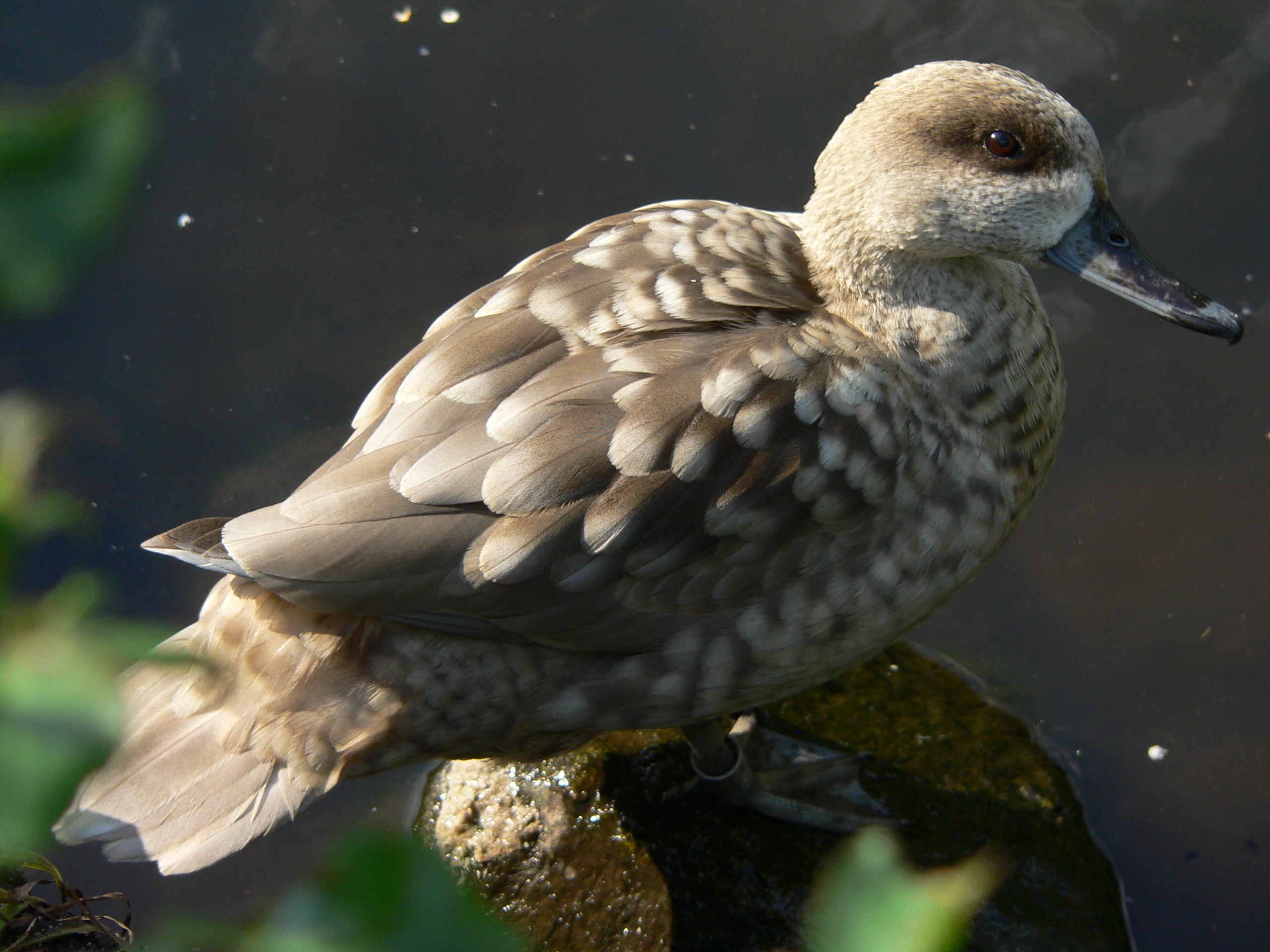
Charakteristisch für die Marmelente sind die Gefiedertupfung und der lange Schnabel.

Die Marmelente (Marmaronetta angustirostris), selten auch Marmorente genannt, ist eine Vogelart aus der Familie der Entenvögel. Obwohl diese Art nach heutigen Erkenntnissen zweimal jährlich das Gefieder mausert, weisen die Männchen kein Prachtkleid auf.
Die Marmelente ist die einzige Art der Gattung Marmaronetta. Die Gattung nimmt eine Sonderstellung zwischen Tauch- und Schwimmenten ein und stellt eine eigenständige, monotypische Evolutionslinie der Enten dar. Die Art, die generell selten ist, gilt auf Grund von Habitatverlusten als gefährdet. Zu ihren wichtigsten Brutgebieten zählten die irakischen Ahwar-Sümpfe, die während der Anfal-Operation in den 1980er und 1990er Jahren systematisch trockengelegt wurden. Zu Beginn des 3. Jahrtausends wurde die weltweite Winterpopulation dieser Entenart auf nur noch 14.000 bis 16.000 Enten geschätzt.
In Mitteleuropa ist die Art ein sehr seltener Irrgast, wenn es möglicherweise auch in den 1890er Jahren in Ungarn Brutvögel gab. Sie ist ein Zugvogel mit einer stark variablen Zugneigung, und 1892 gab es einen Einflug einer größeren Zahl von Marmelenten in das mitteleuropäische Gebiet. Die heutigen Individuen, die in Mitteleuropa immer wieder mal beobachtet werden, sind vermutlich ausschließlich Gefangenschaftsflüchtlinge.

## Merkmale

### Erscheinungsbild ausgewachsener Marmelenten
Die Marmelenten sind eine kleine Entenart. Sie erreichen eine Körperlänge von 39 bis 42 Zentimetern. Sie sind nur wenig größer als Knäkenten und wiegen durchschnittlich etwa 540 Gramm. Von ihrem Habitus her erinnern sie an Gründelenten, nach ihrem Verhalten ist die Marmelente jedoch den Tauchenten zuzurechnen.
Zu den Besonderheiten dieser Arten gehört, dass kein auffälliger Geschlechtsdimorphismus besteht. Ihnen fehlen auch die Flügelspiegel, wie sie für die meisten anderen Enten charakteristisch sind. Das Gefieder ist hellbraun bis zu einem hellen Graubraun. Von Kopf, Hals und Vorderbrust abgesehen ist ihr gesamtes Gefieder hell cremefarben, grauweiß oder schmutziggelb getupft. Dies ist darauf zurückzuführen, dass die cremefarbenen Federn dunkle, graubraune Säume haben. Die Körperunterseite ist gebändert. Am Hinterkopf befinden sich haubenartig verlängerte Federn. Beim Weibchen ist diese Federhaube schwächer ausgeprägt. Der Bereich rund um die Augen ist dunkel. Dieser dunkle Augenfleck kann sich bis zum Nacken hinziehen. Der Schwanz ist weiß. Sie haben einen langen schmalen und schwarzen Schnabel.
Marmelenten weisen ganzjährig ein einheitliches Federkleid auf. Allerdings glänzt beim Männchen der Schnabel während der Fortpflanzungszeit. Er weist dann ein schmales blaues Band hinter dem Nagel auf. Blau sind auch die Schnabelränder und die untere Basis der Oberschnabels. Außerhalb der Fortpflanzungszeit verblasst dieses blaue Band zu einem blassen Grau.
Die Weibchen sind grundsätzlich etwas kleiner als die Männchen. Bei ihnen wirkt das Kurzprofil runder, da bei ihnen die Federhaube entweder kleiner ist oder sogar gänzlich fehlt. Der Schnabel ist etwas kürzer und der dunkle Augenfleck ist weniger groß. Auch die Kopfplatte ist etwas heller als beim Männchen gefiedert. Bei den Weibchen ist der Schnabel während der Fortpflanzungszeit matt schwarz. Er weist an der Basis des Oberschnabels eine unterschiedlich große olivgrüne Färbung auf. Bei nichtbrütenden Weibchen verblasst diese in der Regel zu einem Grauton.

### Stimme
Die Rufe der Marmelenten sind nur selten zu hören. Die Männchen äußern in der Balzzeit gelegentlich ein nasales jiib, ji-üb, kij oder auch ch queije. Ein Quaken, wie es für die Weibchen anderer Entenarten charakteristisch ist, ist vom Weibchen der Marmelente nicht zu hören.

### Erscheinungsbild der Küken und Jungvögel
Der Rücken, der hintere Nacken sowie die Kopfplatte sind bei den Küken der Marmelente graubraun bis dunkel sandfarben. An den Flügeln und den Flanken finden sich hellbraune Farbpartien. Die Körperunterseite sowie die Kopfseiten sind cremefarben bis gelblich Weiß. Die Wangen, das Kinn und die Kehle sind hell zimtfarben. Ein braungrauer Farbstrich läuft von der Schnabelbasis über das Auge bis zum Nacken. Auf dem Mittelrücken sowie den Bürzelseiten weisen sie je zwei kleine helle Längsstreifen auf. Die Küken weisen mit diesem Erscheinungsbild viel Ähnlichkeit zu den Küken von Stockenten auf. Allerdings ist ihre Oberseite dunkler und die hellen Farbpartien sind weniger stark abgegrenzt. Stockentenküken sind an Wangen, Kinn und Kehle auch eher gelblich als hell zimtfarben gefärbt.
Bei frisch geschlüpften Küken ist der Oberschnabel grünlich grau. Der Nagel ist braun. Der Unterschnabel ist dagegen fleischfarben. Die Beine und die Füße sind olivgrau, während die Schwimmhäute braun sind. Bei heranwachsenden Marmelenten färbt sich der Schnabel zu einem blaugrau oder dunkelgrau um. Die Schwimmhäute werden gleichfalls dunkel blaugrau.
Junge Marmelenten ähneln den adulten Marmelenten. Ihr Rückengefieder ist aber noch eher einheitlich dunkel und weist nicht die helle Fleckung der ausgewachsenen Enten auf. Die hellen Randtropfen gehen bei ihnen noch verwaschen in die dunkleren Federanteile über. Bei ihnen ist auch der dunkle Augenfleck noch nicht so ausgeprägt. Bei jungen Männchen tritt das blaue Band an der Schnabelspitze bereits im fünften Lebensmonat das erste Mal auf. Bei den jungen Weibchen entwickeln sich zum selben Zeitpunkt die grauen Flecken an der Schnabelbasis.

## Verbreitung
Die Marmelente war einst rund um das Mittelmeer und in Zentralasien verbreitet. Sie wurde in der Nacheiszeit auf Reliktvorkommen zurückgedrängt und hat einen weiteren großen Teil ihres Lebensraumes in der Neuzeit durch menschliche Eingriffe verloren. Sie ist ein Brutvogel der mediterranen Subregion und kommt damit nur in den wärmsten und trockensten Teilen der Paläarktis vor. Heute kommt sie nur noch in Andalusien und in der Camargue sowie auf Mallorca (Spanien) vor. Verstreute Vorkommen gibt es außerdem noch in Teilen Tunesiens und Marokkos. In Zentralasien ist die Marmelente von Tadschikistan und Usbekistan bis in den Nordiran und Afghanistan verbreitet. Im Frühjahr 2023 wurde darüber hinaus ein bislang unbekanntes, bedeutendes Brutvorkommen an den schwer zugänglichen, zum UNESCO-Weltnaturerbe zählenden Seen von Ounianga im nördlichen Tschad entdeckt. Bei in Mitteleuropa beobachteten Marmelenten handelt es sich wohl immer um Gefangenschaftsflüchtlinge, da diese Enten beliebte Parkvögel sind. 
In Südspanien, Nordafrika, in der Türkei sowie an den Ufern des Kaspischen Meeres ist die Marmelente ein Standvogel. Im übrigen Verbreitungsgebiet zieht sie nach Ägypten, an den Persischen Golf oder überwintert an Gewässern in Pakistan. Die im Westen des Verbreitungsgebietes brütenden Marmelenten ziehen in geringer Zahl bis in den Senegal und an den Tschadsee.

## Lebensraum
Marmelenten brüten an vegetationsreichen Teichen, Tümpeln und Seen sowohl im Süß- als auch im Brackwasser. Sie finden sich auch in soda- und natronhaltigen Senken der Halbwüsten, sofern diese einen Vegetationsgürtel aufweisen. Grund für die verhältnismäßige Seltenheit dieser Ente sind ihre hohen Anforderungen an ihren Lebensraum. Anders als viele andere Entenarten zieht die Marmelente nicht zwischen Rast- oder Brutplatz und Nahrungsrevier. Stattdessen hält sie sich an einem einzigen Gewässer auf, das alle ihre Anforderungen an ihren Lebensraum erfüllen muss. Es muss seicht sein und einen dichten Schilfgürtel aufweisen. Diese Gewässer sind typischerweise nahrungsreich und werden vom Menschen besonders gerne trockengelegt, um sie in Agrarflächen umzuwandeln.

## Nahrung
Die Marmelente ernährt sich überwiegend von Insekten und Mollusken. Pflanzliche Nahrung macht nur einen geringen Anteil aus. Der Nahrungserwerb erfolgt gründelnd und tauchend.

## Fortpflanzung

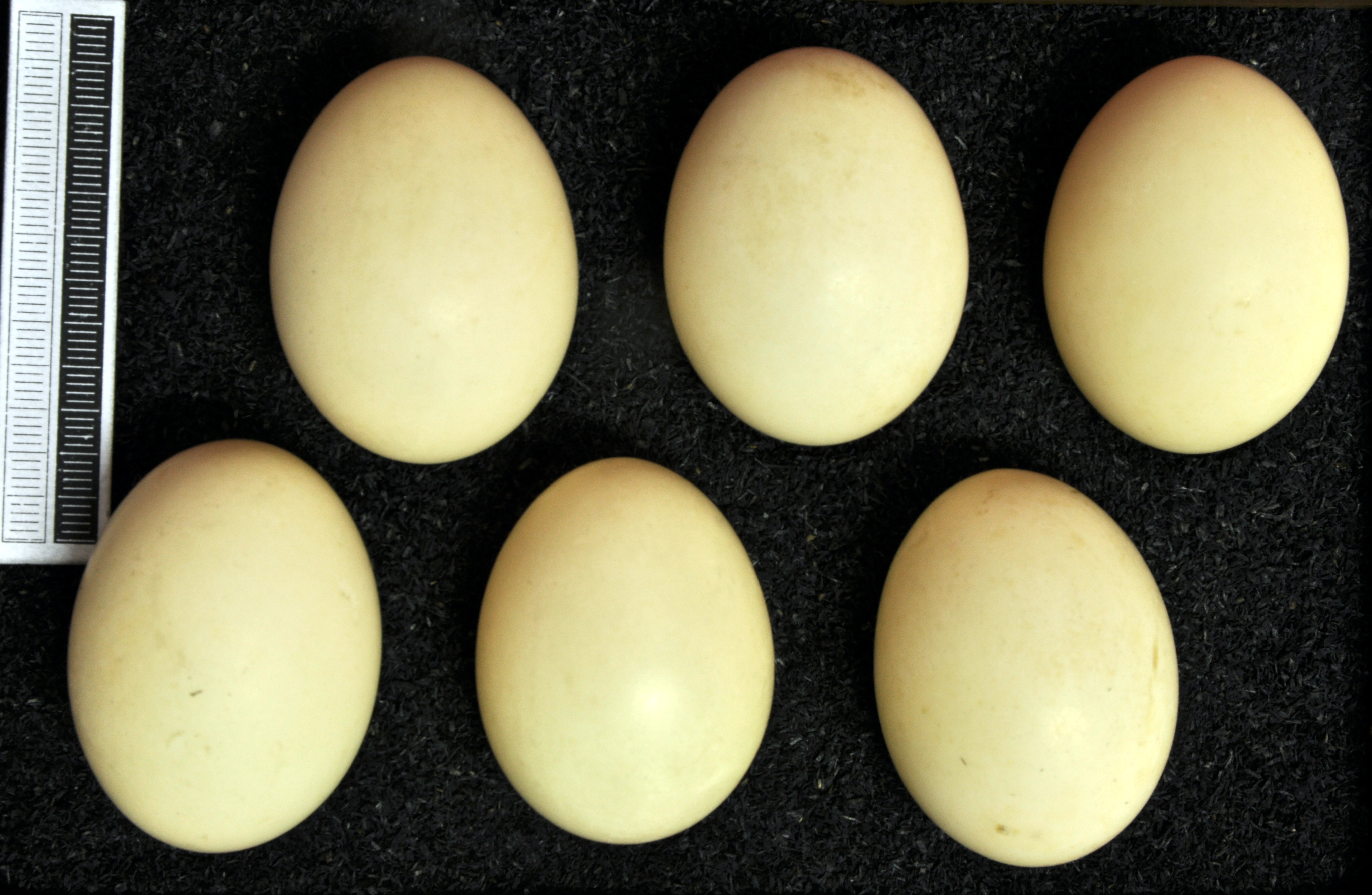
Gelege, Sammlung Museum Wiesbaden

Die Paarbildung findet im Winter statt. Marmelenten sind keine territorialen Vögel und brüten in lockeren, kolonieartigen Verbänden. Das Nest wird gut versteckt auf dichtbewachsenen Bülten errichtet. Gelegentlich wird es auch ähnlich wie bei der Brandgans in Erdhöhlen errichtet. Es sind mehrere Fälle belegt, in denen Marmelenten sogar im Reetdach älterer Häuser und Hütten nisteten.
Das Nest befindet sich meist in unmittelbarer Gewässernähe und ist mit Gräsern und Dunen ausgelegt. Die Nestdunen sind mittelgrau mit fast weißen Zentren und Spitzen. Das Gelege besteht in der Regel aus neun bis dreizehn Eiern. Es sind aber auch Gelege gefunden worden, die nur fünf oder bis zu achtzehn Eier enthielten.
Als wärmeliebende Art ist der Brutbeginn verhältnismäßig spät. In Spanien brütende Vögel legen ihre Eier erst im Mai oder zu Beginn des Junis. Es brütet allein das Weibchen. Die Inkubationszeit beträgt 25 bis 27 Tage. Das Männchen verlässt das Weibchen zu Beginn der Brutzeit, um mit anderen Erpeln lockere Schwärme zu bilden. Die Küken werden nach dem Schlüpfen vom Weibchen in die riednahe Flachwasserzone geführt und dort aufgezogen.

## Bestand
Die Marmelente ist eine global gefährdete Vogelart. Sie wird von der IUCN als „potenziell gefährdet“ (near threatened) eingeordnet. Die wichtigste Ursache für den deutlichen Bestandsrückgang ist der Habitatverlust. Etwa fünfzig Prozent der Bruthabitate wurden im 20. Jahrhundert durch Trockenlegung von Feuchtgebieten, Wasserbaumaßnahmen, Röhrichtmahd oder -beweidung sowie eine intensivierte landwirtschaftliche Nutzung zerstört. Der europäische Brutbestand beträgt nur noch 390 bis 1.000 Brutpaare, der Winterbestand ist mit vierhundert bis 1.200 Individuen etwas höher.
Nach der Wiedervernässung der irakischen Ahwar-Sümpfe ergab eine Zählung im Winter 2010 dort 46.000 Marmelenten, etwa das Doppelte der vorher geschätzten gesamten Weltpopulation.

## Systematik
Die Erstbeschreibung der Marmelente stammt aus dem Jahr 1832 und geht auf den französischen Zoologen Édouard Ménétries zurück. Als wissenschaftlichen Namen der neuen Art wählte er das Binomen Anas angustirostris und stellte sie damit zunächst in die Gattung der Eigentlichen Enten. Das Artepitheton setzt sich aus den lateinischen Begriffen angustus für „schmal“ und -rostris für „auf den Schnabel bezogen“ zusammen. Den Holotyp hatte Ménétries selbst in der Nähe von Lənkəran im heutigen Aserbaidschan gesammelt. Er befindet sich heute in der Sammlung des Zoologischen Instituts der Russischen Akademie der Wissenschaften in St. Petersburg. 1853 stellte Ludwig Reichenbach für die Marmelente die neue, monotypische Gattung Marmaronetta auf, um erheblichen Unterschieden zu anderen Anas-Arten, etwa im Verhalten und bei der Gefiederfärbung, Rechnung zu tragen. Diese Einschätzung findet jedoch erst als Folge der umfangreichen Arbeit des amerikanischen Ornithologen Paul Johnsgard aus dem Jahr 1961 zur systematischen Stellung der Marmelente Anerkennung in der Fachwelt. Moderne molekulargenetische Untersuchungen bestätigen die Sonderstellung der Marmelente und zeigen, dass es sich bei Marmaronetta um das Schwestertaxon einer Klade bestehend aus den übrigen Gattungen der Tribus der Tauchenten handelt.

## Haltung als Ziergeflügel
Die Welterstzucht der Marmelente gelang um die Wende ins 20. Jahrhundert in einem britischen Zoo. Während der ersten Hälfte des 20. Jahrhunderts wurden weltweit nur wenige Marmelenten gehalten. Der britische Wildfowl Trust importierte im Jahre 1948 mehrere Enten aus dem Irak und begründete mit ihnen eine erfolgreiche Erhaltungszucht. Tiere aus dieser Nachzucht gelangten in eine Reihe von europäischen und nordamerikanischen Zoos. In Europa ging die Anzahl der gehaltenen Marmelenten jedoch in den 1980er Jahren zurück, da sich Zoos und Privathalter vermehrt auf andere Arten konzentrierten.

## Trivia
Der Asteroid (8593) Angustirostris des äußeren Hauptgürtels ist nach der Marmelente benannt, deren wissenschaftlicher Name Marmaronetta angustirostris lautet. Zum Zeitpunkt der Benennung des Asteroiden am 2. Februar 1999 befand sich die Marmelente auf der europäischen Roten Liste gefährdeter Arten.